# Junelle Bromfield
Junelle Bromfield (8 de fevereiro de 1998) é uma atleta jamaicana, medalhista olímpica.
Nos Jogos Olímpicos de Verão de 2020, conquistou a medalha de bronze na prova de revezamento 4x400 metros feminino com o tempo de 3:21.24 minutos, ao lado de Roneisha McGregor, Janieve Russell, Shericka Jackson, Candice McLeod e Stacey-Ann Williams.